# Rząd Petera Pellegriniego
Rząd Petera Pellegriniego – koalicyjny gabinet rządzący Słowacją od 22 marca 2018 do 21 marca 2020.
Po wyborach z 5 marca 2016 powstał trzeci rząd Roberta Ficy. Współtworzyły go początkowo cztery partie – SMER, Słowacka Partia Narodowa, Most-Híd i SIEŤ, a po rozpadzie ostatniej z nich współpracę koalicyjną kontynuowały trzy pierwsze ugrupowania. 15 marca 2018, po skandalu związanym z zabójstwem dziennikarza Jána Kuciaka, premier Robert Fico podał się do dymisji, która została przyjęta przez prezydenta Andreja Kiskę. Tego samego dnia prezydent desygnował Petera Pellegriniego na urząd premiera, powierzając mu misję utworzenia nowego rządu.
SMER, narodowcy i Most-Híd zdecydowały się na dalszą współpracę. 20 marca prezydent odmówił zaprzysiężenia proponowanego składu rządu. Po zmianie kandydata na stanowisko ministra spraw wewnętrznych Andrej Kiska zaaprobował nowy gabinet. Do jego zaprzysiężenia doszło 22 marca 2018.
Gabinet funkcjonował do 21 marca 2020, gdy został zastąpiony przez wyłoniony po wyborach z 29 lutego 2020 rząd Igora Matoviča.

## Skład rządu
| Ministerstwo                                                  | Minister                                                                | Partia   |
| ------------------------------------------------------------- | ----------------------------------------------------------------------- | -------- |
| Premier                                                       | Peter Pellegrini                                                        | SMER-SD  |
| Wicepremier, minister finansów                                | Peter Kažimír (do 11 kwietnia 2019)                                     | SMER-SD  |
| Wicepremier, minister rolnictwa i rozwoju obszarów wiejskich  | Gabriela Matečná                                                        | SNS      |
| Wicepremier, minister środowiska                              | László Sólymos (do 28 stycznia 2020)                                    | Most-Híd |
| Wicepremier ds. inwestycji                                    | Richard Raši                                                            | SMER-SD  |
| Minister finansów                                             | Ladislav Kamenický (od 7 maja 2019)                                     | SMER-SD  |
| Minister spraw zagranicznych                                  | Miroslav Lajčák                                                         | SMER-SD  |
| Minister obrony                                               | Peter Gajdoš                                                            | SNS      |
| Minister spraw wewnętrznych                                   | Tomáš Drucker (do 17 kwietnia 2018) Denisa Saková (od 26 kwietnia 2018) | SMER-SD  |
| Minister gospodarki                                           | Peter Žiga                                                              | SMER-SD  |
| Minister transportu, robót publicznych i rozwoju regionalnego | Árpád Érsek                                                             | Most-Híd |
| Minister sprawiedliwości                                      | Gábor Gál                                                               | Most-Híd |
| Minister pracy, spraw społecznych i rodziny                   | Ján Richter                                                             | SMER-SD  |
| Minister edukacji, nauki, badań naukowych i sportu            | Martina Lubyová                                                         | SNS      |
| Minister kultury                                              | Ľubica Laššáková                                                        | SMER-SD  |
| Minister zdrowia                                              | Andrea Kalavská (do 17 grudnia 2019)                                    | SMER-SD  |